# Honoré Langlé
Honoré François Marie Langlé, né à Monaco en 1741 et mort à Villiers-le-Bel le 20 septembre 1807, est un compositeur français d'origine monégasque.

## Premiers pas en Italie
Issu d'une famille française originaire de Picardie mais établie en Italie au XVIIIe siècle, Langlé, qui fait preuve très tôt de bonnes aptitudes musicales, est envoyé par le prince Honoré III de Monaco à Naples, à 15 ans, pour y apprendre la composition. Entré au conservatoire San Pietro a Majella de Naples, il y étudie l'harmonie et le contrepoint sous la direction de Pasquale Cafaro. Restant près de huit ans dans cet établissement, il y devient, à la fin de ses études, répétiteur. À cette époque, Langlé compose des messes et plusieurs motets qui le font connaître en Italie. Il est ensuite appelé à Gênes pour y prendre, encore très jeune, la direction du théâtre de la ville.

## Un spécialiste de la composition
En 1768, Langlé part pour la France. À Paris, il donne des leçons de clavecin, de chant, de composition et se fait surtout remarquer dans sa participation active aux concerts spirituels fondés par Philidor, qui se donnent dans la capitale les jours de relâche de l'opéra. Il y fait exécuter, avec succès, plusieurs morceaux, dont les Monologues d'Alcide et La cantate de Circé.
Les dix années qui suivent le font connaître dans le monde parisien de la musique ainsi qu'à Versailles. Sous le nom de « Langlois » – qui sera ensuite à l'occasion le pseudonyme de ses fils et petits-fils – il entre à la cour où il donne au début des années 1780 des leçons de clavecin, et du tout nouveau « piano-forte », à la reine Marie-Antoinette.
Quand, en 1784, le baron de Breteuil institue l'École royale de chant et de déclamations, Langlé est chargé d'y enseigner le chant, fonction qu'il conservera jusqu'à la transformation de l'institution sous la Révolution. Pour autant, lors de la création du Conservatoire, en 1795, Langlé devient bibliothécaire sur intercession de Nicolas Dalayrac qui a été son élève et il y conserve ces fonctions jusqu'en 1802.
En 1786, il fait représenter sans succès, à Versailles, un opéra intitulé Antiochus et Stratonice. Cinq ans plus tard, en pleine Révolution, il fait jouer à l'Académie de musique un opéra en trois actes, Corisandre, qui ne recueille pas plus d’écho. Sans pouvoir les présenter au public, Langlé écrit toutefois de nombreux opéras jusqu'à la fin de sa vie. Il compose aussi plusieurs chants inspirés par le nouveau régime. Ainsi, en 1794, un Hymne à Bara et à Viala qui sera enseigné dans les écoles tout au long du XIXe siècle.

## Une courte postérité

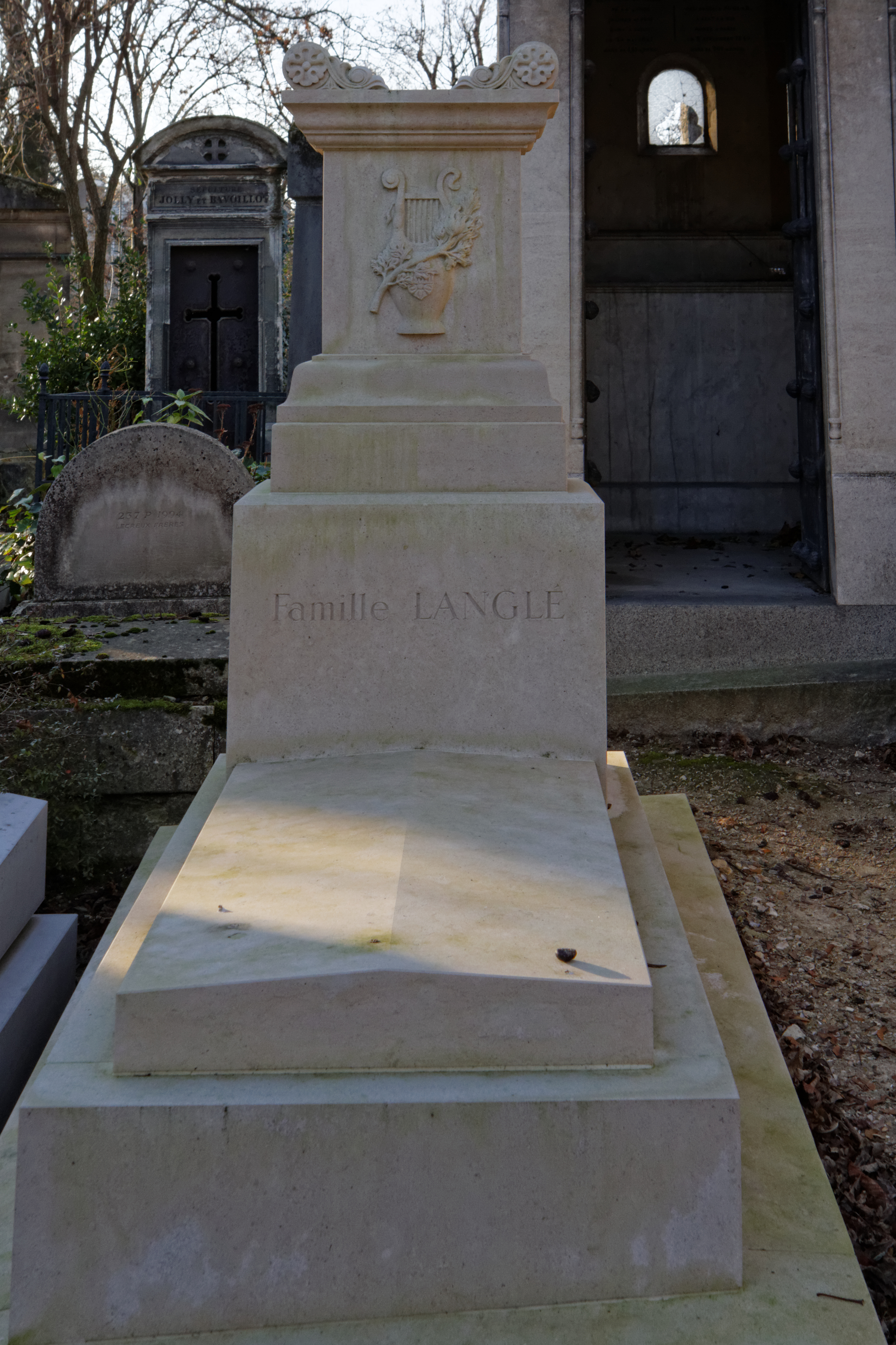
Tombe au cimetière du Père-Lachaise.

Établi à la fin de sa vie dans sa propriété de Villiers le Bel, Langlé se consacre activement, selon ses biographes, au jardinage, passe-temps qui serait devenu pour lui une véritable passion.
Si certains contemporains, sinon certains critiques musicaux comme Fétis, trouvent peu de génie dans ses œuvres, Langlé s'est néanmoins acquis une bonne réputation par ses ouvrages didactiques. Ces derniers, tel son Traité d’harmonie et de modulation publié en 1795, l'ont en effet consacré dans l'art de la composition. Il fait cependant preuve, dans ce domaine, d'un certain esprit de système, y faisant l’apologie de la tierce, selon lui, seul et unique intervalle générateur de tous les accords.
Il est inhumé au cimetière du Père-Lachaise (13e division).

## Sources
- Pierre Larousse, Grand Dictionnaire universel du XIXe siècle, tome XIII, 1875.
- François-Joseph Fétis, Biographie universelle des musiciens et bibliographie générale de la musique, tome V, 1868.